# 平野一郎 (教育学者)
平野 一郎（ひらの いちろう、1929年1月16日-2006年7月8日）は、日本の教育学者、愛知教育大学・名古屋外国語大学名誉教授。

## 生涯
三重県桑名市出身。1951年東京文理科大学教育学科卒、愛知学芸大学助教授、愛知教育大学教授。92年定年退官、名誉教授、名古屋外国語大学教授、2001年名誉教授。
ドイツ教育史が専門で、ヒトラーの『わが闘争』の訳者でもある。

## 著書
- 『成績のあがる家庭学習のさせ方』黎明書房 1960
- 『中世末期ドイツ大学成立史研究』名古屋外国語大学 2001

### 共編著
- 『世界各国の教育法令集』編 黎明書房 1961
- 『近代民衆教育史 国民教育への道』松島鈞共編 黎明書房 1971
- 『世界教育史大系 26 大学史 1』共著 講談社 1974
- 『西欧民衆教育史 民衆は教育にどのようにかかわって来たか』松島鈞共編 黎明書房 1981

### 翻訳
- アドルフ・ヒトラー『わが闘争 完訳』第1-3 高柳茂（将積茂）共訳 黎明書房 1961　のち角川文庫
- 東ドイツ教育史研究者集団『現代教育史 社会主義教育の成立と展開』江藤恭二,吉本均共編訳 明治図書出版 1962
- J.T.シャプリン,H.F.オールズ共編『ティーム・ティーチングの研究』椎名万吉共訳編 黎明書房 1966
- H.ロート,A.ブルメンタル共編『範例方式の授業』三枝孝弘共監訳 黎明書房 1968
- M.パインズ『幼児学習革命 0才から6才まで』小泉正美,加藤幸次共訳 黎明書房 1970
- H.P.ブロイエル『大学知識人の思想史 ドイツ大学の虚像』監訳 黎明書房 1971
- W.シュミットバウアー『消費人間』監訳 黎明書房 1973
- H.ヴァイマー,W.シェラー『ドイツ教育史 思想史的・社会史的考察』監訳 黎明書房 1979